# Lusikkahaarukka

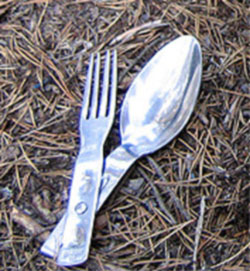
Lusikkahaarukka

Lusikkahaarukka (termine finlandese traducibile come cucchiaio-forchetta e talvolta abbreviato in LuHa) è un utensile tascabile in dotazione all'esercito finlandese. 
È formato da una forchetta e un cucchiaio di acciaio inossidabile uniti insieme tramite un perno inserito nell'impugnatura.